# Delosperma aberdeenense
Delosperma aberdeenense är en isörtsväxtart som först beskrevs av L. Bol., och fick sitt nu gällande namn av L. Bol.. Delosperma aberdeenense ingår i släktet Delosperma, och familjen isörtsväxter. Inga underarter finns listade i Catalogue of Life.

## Bildgalleri

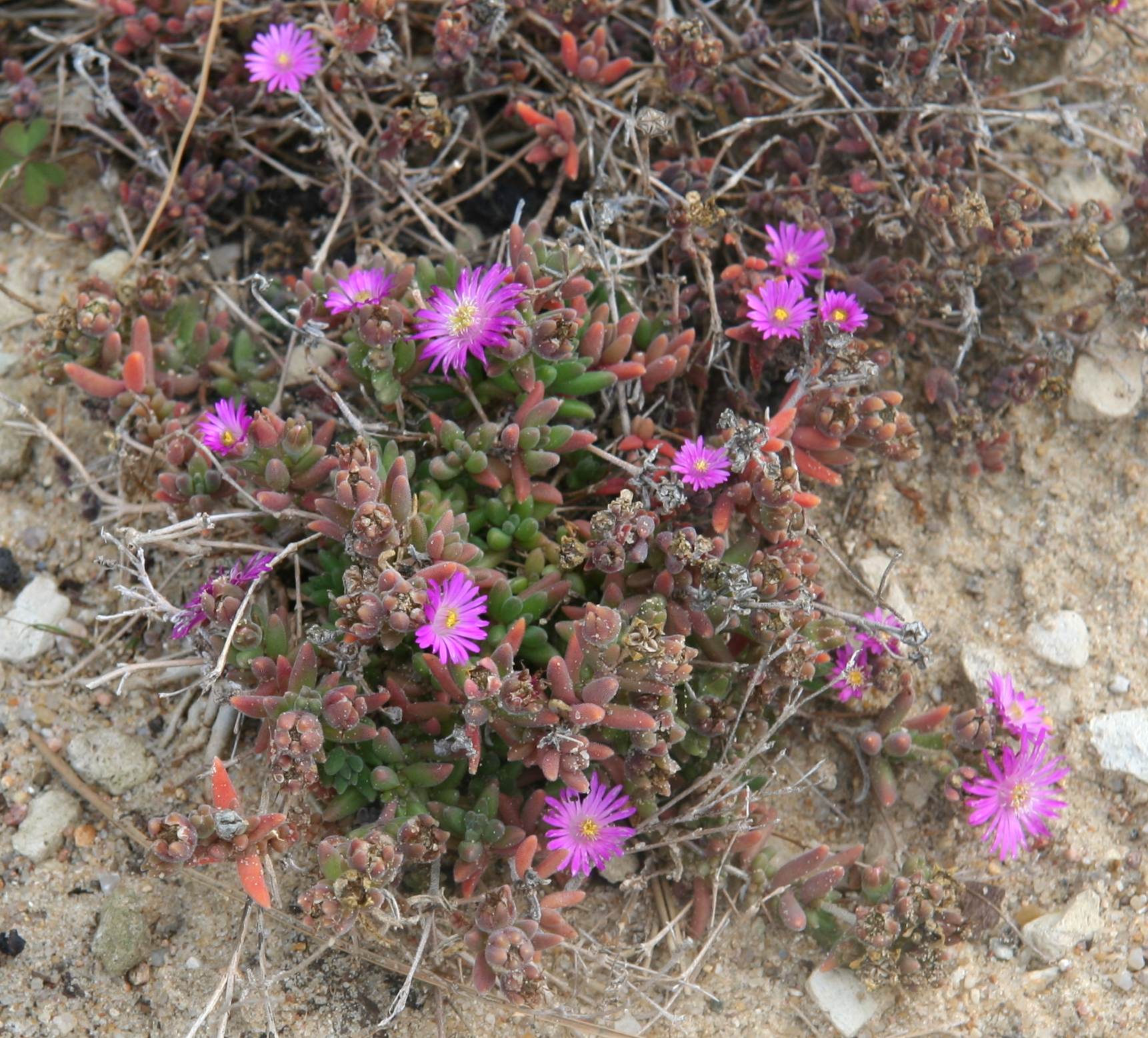